# جائحة فيروس كورونا في الغابون
توثق هذه المقالة آثار جائحة فيروس كورونا 2019-2020 في الغابون، وقد لا تتضمن جميع الاستجابات والتدابير والإجراءات الرئيسية حتى الآن.

## خلفية
في 12 يناير 2020، أكدت منظمة الصحة العالمية (WHO) أن فيروس تاجي جديد كان سببًا لمرض تنفسي لمجموعة من الأشخاص في مدينة ووهان، مقاطعة خوبي، الصين، والذين كانوا قد لفتوا انتباه منظمة الصحة العالمية في البداية في 31 ديسمبر 2019. رُبطت هذه المجموعة في البداية بسوق هوانان للمأكولات البحرية بالجملة في مدينة ووهان. ومع ذلك، فإن بعض الحالات الأولى التي أظهرت نتائج مختبرية لا صلة لها بالسوق، فمصدر الوباء غير معروف.
على عكس السارس لعام 2003، كانت نسبة إماتة الحالات لكوفيد-19 أقل بكثير، لكن انتقال العدوى كان أكبر بكثير، مع إجمالي عدد الوفيات. عادة ما يظهر كوفيد-19 في حوالي سبعة أيام بأعراض شبيهة بالإنفلونزا يُظهرها بعض الأشخاص حيث تتطور إلى أعراض الالتهاب الرئوي الفيروسي الذي يتطلب الدخول إلى المستشفى. اعتبارًا من 19 مارس، أصبح كوفيد-19 يُصنف على أنه «مرض معدي عالي الأثر».

## الجدول الزمني
في 12 مارس، أعلن عن الحالة الأولى للبلاد وهو رجل غابوني يبلغ من العمر 27 عامًا، عاد إلى الغابون من فرنسا، مرت أربعة أيام حتى تأكيد الإصابة بالفيروس.
في 17 مارس،سًجلت حالتين إضافيتين في البلاد، بما في ذلك امرأة تعمل في وزارة الخارجية. زارت مرسيليا وباريس قبل أن تعود إلى البلاد. المريض الآخر هو ضابط شرطة حدود يبلغ من العمر 29 عامًا يعمل في مطار ليون مبا ليبرفيل الدولي. راجعت جواز سفر أول حالة مؤكدة في الغابون وصلت من فرنسا في 8 مارس.
في 20 مارس، تأكدت الوفاة الأولى.
في 24 مارس، زادت الحالات المشخصة إلى ست حالات حيث أعلنت وزارة الصحة عن حالتين جديدتين: مواطن توغولي يبلغ من العمر 45 عامًا، مقيم في الغابون وعاد مؤخرًا من السنغال في 11 مارس وعاد مواطن غابوني عمره 42 عامًا من فرنسا في 19 مارس.